# أوبرا عايدة

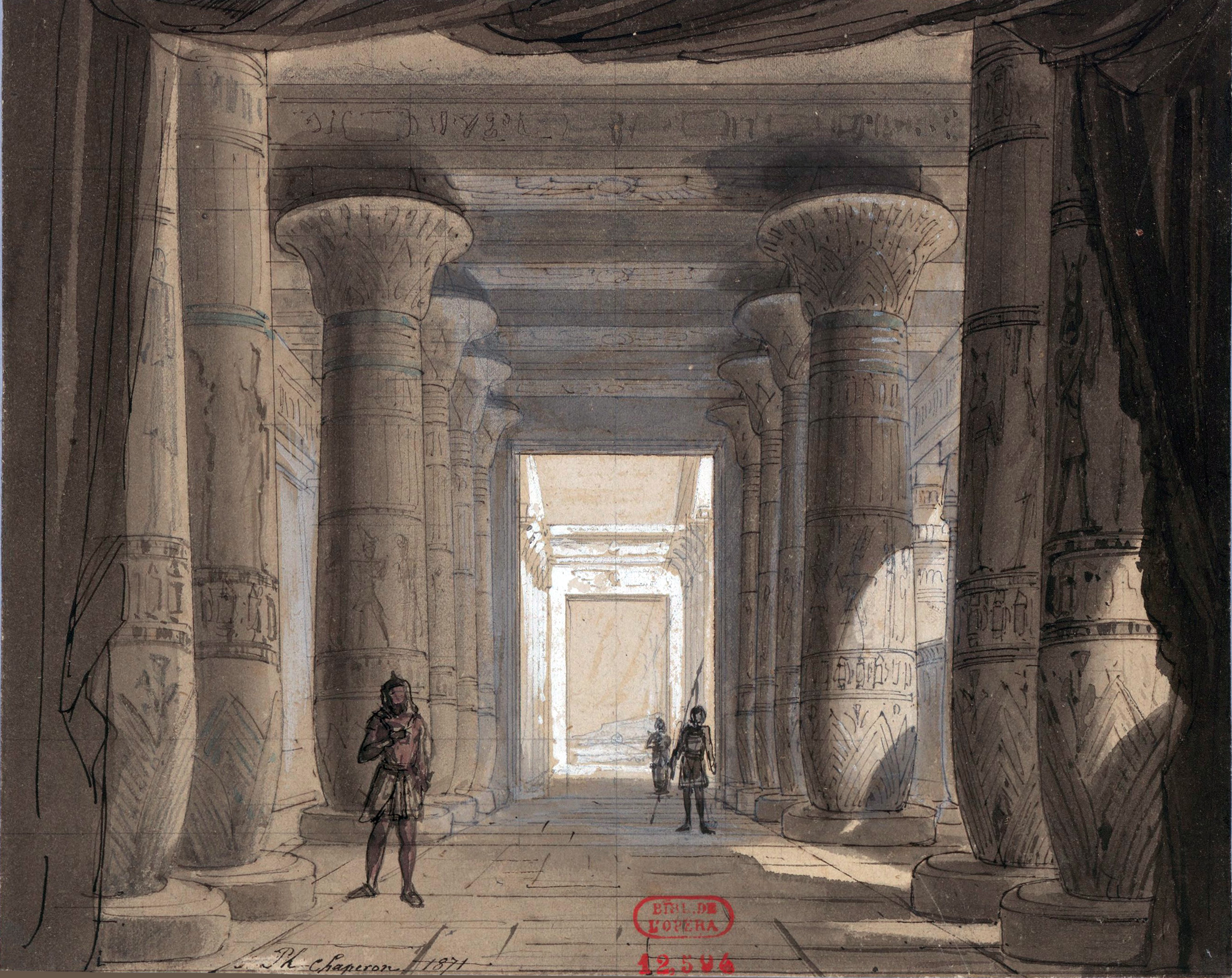
التجهيزات المسرحية بدار الأوبرا الخديوية لعرض أوبريت عايدة 1871م

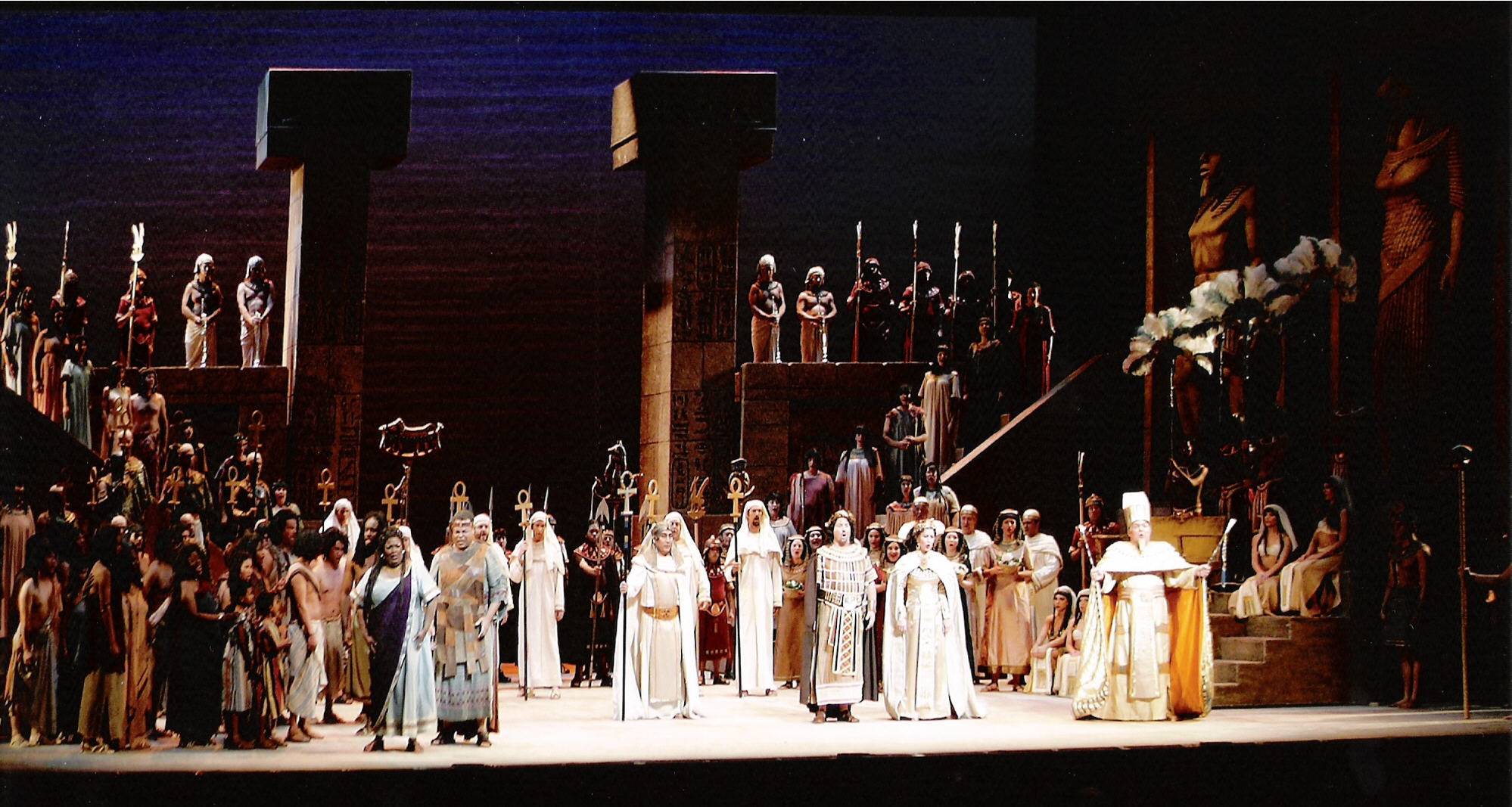
مشهد النصر من إنتاج " أوبرا باسيفيك " لأوبرا عايدة عام 2006.

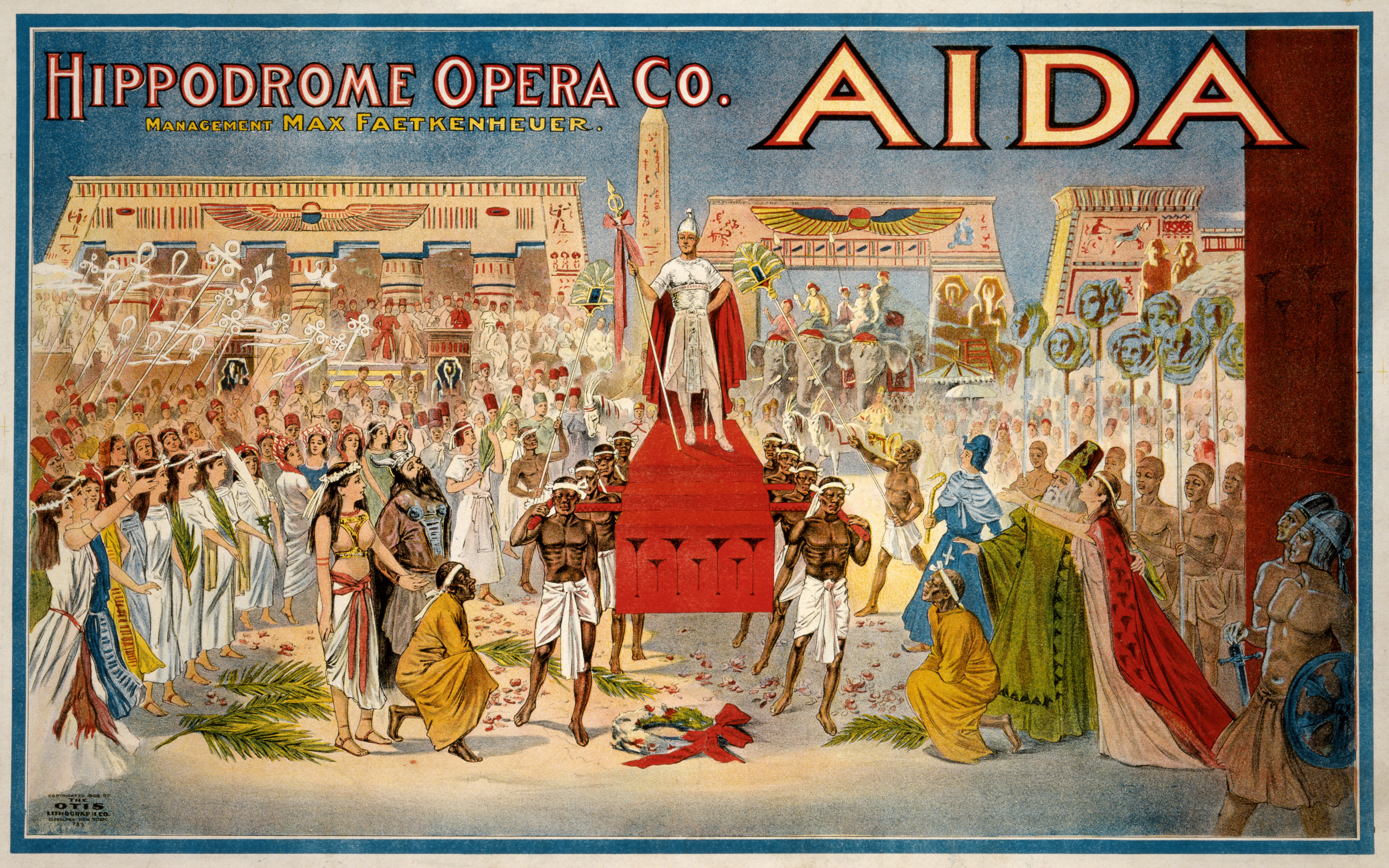
ملصق عرض أوبرا عايدة عام 1908م في كليفلاند - أوهايو الولايات المتحدة

تم اكتشاف مخطوطات أوبرا عايدة من قبل عالم الآثار الفرنسي «أوجوست مارييت» في وادي النيل، والمخطوطة عبارة عن قصة من 4 صفحات، ألف قصتها مارييت باشا، وكتب نصها الغنائي (الليبرتو) جيسلا نزوني وبعد ترجمتها سلمت إلى الموسيقار الإيطالي فيردي في عام 1870 من أجل تأليف اوبرا عايدة بطلب من الخديوي إسماعيل، وضع فيردي الموسيقى لاوبرا عايدة مقابل 150 ألف فرنك من الذهب، وقد تم تصميم ديكور وملابس العمل في باريس وكلفت 250 ألف فرنك، وقد أمر الخديوي إسماعيل ببناء دار الأوبرا الخديوية لتكون جاهزة خلال ستة أشهر في عام 1869، للاحتفال بافتتاح قناة السويس، قام بتصميمها مهندسان إيطاليان هما «أفوسكاني» و«روسي»، انشئت الاوبرا بين حي الأزبكية وحي الاسماعلية وتم استخدام العديد من الرساميين والمصورين لتجميل الدار برسوم وصور لكبار الفنانيين من الموسيقين والشعراء، وبسبب تأخر وصول ملابس وديكور اوبرا عايدة من باريس لم تعرض في الاحتفالية وقامت فرقة عالمية إيطالية بتقديم اوبرا«ريجوليتو» على مسرح دار الاوبرا الخديوية وهو الاسم الذي اشتهرت به آنذاك
الاوبرا بشكل عام هو عمل درامي موسيقي يتخلله حوار غنائي، واوبرا عايدة عبارة عن قطعة تياترية تشتمل على مناظر ولوحات راقصة يتخللها أغاني موسيقية متوزعة على 4 فصول تجسد الصراع بين الواجب والعاطفة، تحكي عن قصة الحب التي نشأت بين الأسيرة الحبشية عايدة وراداميس قائد الجيش المصري، الذي حكم عليه فرعون مصر بالإعدام بعد أن ثبت عليه محاولته للهرب مع عايدة إلى الحبشة، قدمت اوبرا عايدة لأول مرة عام 1871 على مسرح دار الاوبرا القديمة الخديوي ولم يتمكن فيردي من الحضور، وعرضت في أوروبا لأول مرة على مسرح لاسكالا في إيطاليا في فبراير 1872

## أوبرا عايدة الأصلية
| الدور                                                                                   | نوع الصوت    | الفريق الأصلي، 24 ديسمبر، 1871 (قائد الأوركسترا: جوفاني بوتيسيني) |
| --------------------------------------------------------------------------------------- | ------------ | ----------------------------------------------------------------- |
| عايدة، أميرة أثيوبية                                                                    | سوبرانو      | أنطونيتا أنستازي-بوزوني                                           |
| ملك مصر                                                                                 | باص          | توماسو كوستا                                                      |
| أمنيريس، ابنة الملك                                                                     | ميزو سوبرانو | آليونورا جروتسي                                                   |
| راداميس، قائد الحرس                                                                     | تينور        | بييترو مونجيني                                                    |
| أموناسترو، ملك أثيوبيا                                                                  | باريتون      | فرانسيسكو ستيلر                                                   |
| رامفيس، الكاهن الأعلى                                                                   | باص          | باولو ميديني                                                      |
| مبعوث                                                                                   | تينور        | لويجي ستيتشي-بوتاردي                                              |
| صوت كاهنة                                                                               | سوبرانو      | مارييتا أليفي                                                     |
| كهنة، كاهنات، وزراء، قادة، جنود، مسئولين، أثيوبيون، عبيد ومساجين، مصريون، حيوانات وكورس |              |                                                                   |

## الفصل الأول
ألف غرفة في القصر الملكي في ممفيس. بعد مقدمة قصيرة، الكاهن الأعلى Ramphis يعطي الشباب Radames أن قائد الجيش الإثيوبي تستعد لغزو وادي النيل وتهدد طيبة. كما يتعلم أن الإلهة إيزيس، وقد حددت بالفعل واحدة من شأنها أن قيادة الجيش المصري لوقف العدو. وظلت وحدها، Radames حلم بأنه زعيم وهزيمة المعتدي. ويمكن أيضا أن يطلب، على سبيل المكافأة، عايدة، لAmneris الإثيوبية السلافية، من ابنة فرعون. Radames سرا يحب عايدة، لكنه لا يعرف أنها ابنة ملك إثيوبيا، Amonasro. Radames المحبة بين Amneris، عايدة اتباعها. وقبل أن الفوضى على مرأى من Radames، انها تكهنات شعور بين اثنين من الشباب. في قبضة من الغيرة، وتساءلت لعبده لمعرفة الحقيقة، ثم التهديد. رسول يجلب الأخبار الرهيبة: المدينة المقدسة من الثيبات للتهديد من قبل الجيش الإثيوبي، بقيادة Amonasro هائلة. «أبي!» يصيح عايدة، ولكن لا أحد يسمع الانفعال في العام. وفقا لاختيار الإلهة إيزيس، ويعين الملك Radames لقيادة الجيش المصري. Radames Amneris مطالبات لدعم الفائز، وردد صرخة كل المساعدة، بما فيها عايدة. وحده، فإن هذا الأخير، اتهم بأنه يريد الفوز، يعني لهزيمة والده وطنه.
المعبد من فولكان، وممفيس. بعد الأغاني والرقصات من الكهنة والكاهنات، Ramphis الله Ptah تحتج رسميا ويدعو إلى Radames المقدس بحد السيف، شعار قيادته.

## الفصل الثاني
الشقق Amneris، في طيبة. في شقة، Amneris تنتظر بشغف عودة Radames. وحتى في الصغيرة مغاربي العبيد لم يصرف أفكاره. وقال إن الغيرة حيوية ما ينشر فيها من وصول عايدة. حقا تريد أن تعرف إذا كان يحب Radames السلافية، فجأة أعلن وفاة. اليأس عايدة يتحدث عن نفسه. Amneris ثم يكشف عن أن Radames في عايدة هو على قيد الحياة، ثم يترك انفجر غضبه على فرح لها. صدى بعيد جرس البوق، وأعلن عودة الجيش المصري، ويضع حدا للمواجهة بين اثنين من النساء.
التأكيد من الثيبات. الناس ترحيبا حارا من وصول السيادة يرافقه Amneris، وعايدة Ramphis. وسبق الابواق، والقوات المصرية إلى موكب الملك. العرض ينتهي مع وصول Radames، قام في انتصار. الملك يشيد المنقذ للوطن وتتعهد تنفيذ والرغبات. Radames تحصل الأولى التي جلبت السجناء. عايدة تسلم والدها من بين الاسرى. وقال بصوت موسيقي مبحوح، Amonasro أمره لا لخيانة، وبعد ذلك يطرح رحمة من المنتصرين. ذلك تتلقى المساعدة من Radames يطلب إطلاق سراح السجناء. وإذ تضع في التزاماتها، من خلال الملك الأسرى، على الرغم من التحذير من Ramphis ويعطي من جهة ابنته لرئيس منتصرا. انفجر qu'Amneris ثم يترك لها فرح، Radames وعايدة هي اليائسة، في حين يدرس qu'Amonasro الانتقام له.

## الفصل الثالث
ضفاف النيل بالقرب من معبد إيزيس. يرافقه Ramphis، Amneris مجرد الاحتجاج حماية الإلهة إيزيس قبل اتحادها مع Radames. وقالت إنها يدخل المعبد، تليها الكاهن الأكبر. من جانبها، تتوقع عايدة Radames، الذي قدم له التعيين في نفس المكان. لأنه يثير أمورا لحنينه للذكريات وطنه. ومن جراء وصول Amonasro، الذي فاجأ سر ابنتها وتعتزم استغلال. وبالفعل، فإن الإثيوبيين الذين عادوا لمكافحة وتعد مرة أخرى لمواجهة الجيش المصري بقيادة Radames. اذكاء الغيرة عايدة، في الوقت الذي تجعل فيه عقد الوطن وجدت، Amonasro تحاول اقناع ابنتها لاستخدام نفوذها على Radames ذلك أنه يبين له الطريق تليها جيشه. بالرعب في رفض عايدة، Amonasro لعن ابنته، وتنفي والاتجار بها والسلافية من الفراعنة. مكسورة، عايدة في نهاية المطاف بالفشل. وفي جلسة الاستماع Radames يحدث، Amonasro الجلود. Radames يجدد الإعلانات من الحب وعايدة وتطلب منه الهرب معها في إثيوبيا. ونظرا لتردد من Radames، عايدة استقبالا باردا وقال انه لا نحب ذلك. وقال ولذلك ينبغي الانضمام Amneris! وينسى وطنه واجب، وقررت متابعة Radames عايدة. افتعال الخوف، عايدة سأل عن الطريق لتجنب اتخاذ جيشه. الوقوع في فخ، Radames تشير إلى أن القوات المصرية سوف تمر عبر الخوانق من Napata. الخارجة من مكان اختبائه، حيث استمع إلى كل شيء، Amonasro تكشف الهوية الحقيقية له Radames، دمرت. Amneris، الذي فاجأ أيضا محادثة، Radames المتهم بالخيانة. Amonasro يندفع لطعنة، ولكن منعت من جانب وRadames، بعد تغطية الهروب من عايدة والده، ذهب إلى Ramphis.

## الفصل الرابع
ألف غرفة في القصر الملكي في ممفيس. Amneris مخاوف لحياة Radames، على الرغم من أنها لا تزال تحب له خيانة. ودعت السجين وانه وعود بالعفو إذا ما يبرر سلوكه وتعهد أبدا إلى إعادة النظر في عايدة. Radames ترفض حراس وأدى إلى تحت الأرض حيث انه سيحكم عليه من الكهنة. وحده، Amneris يسمع صوت Ramphis أطلب ثلاث مرات لتبرئة المتهم. السكوت، Radames هو حكم عليه بالموت، المسورة الذين يعيشون في سرداب، محفوظة لمعاقبة الخونة. بعد توسل كهنة دون جدوى، فإن لعن Amneris قبل أن تخرج منها، يائسة.
المناطق الداخلية من المعبد من فولكان والقبو. Radames يرثي معلومات عن مصيره. وسوف يستعرض أكثر عايدة. وقال إن الاهتمام الذي رسمته فجأة وهو تنهد. ومن عايدة، الذي عرضه سرا في سرداب الموت مع أحد تحب. عايدة Radames وتوحيد أصواتهم في نهائي الحب لحن ثنائي، في حين تناشد qu'Amneris أبدية لRadames السلام، وسط جوقة من الثناء إلى التصدي للإله Ptah.

## هوامش
1. 1 2 3 4 5 6  Archivio Storico Ricordi، QID:Q3621644
2. ↑  Budden, p.160